# Szőlőszender
A szőlőszender (Deilephila elpenor) a rovarok (Insecta) osztályának lepkék (Lepidoptera) rendjébe, ezen belül a szenderfélék (Sphingidae) családjába tartozó faj.
A Deilephila szendernem típusfaja.

## Előfordulása
A szőlőszender előfordulási területe Európa és Ázsia. Írországtól egészen Japánig sokfelé megtalálható; India északi részén és a Koreai-félszigeten is fellelhető. A kanadai Brit Columbia nevű tartományba betelepítették.

## Alfajai
A korábban két különálló alfajként számon tartott, a Deilephila elpenor elpenor-t és Deilephila elpenor lewisii-t manapság egynek tekintik. A Deilephila elpenor szechuana ma a Deilephila elpenor elpenor szinonimájának számít. A dél- és délkelet-ázsiai Deilephila elpenor macromera nevű alfaj, még mindig elfogadott.

## Megjelenése
A szárnyfesztávolsága 50–70 milliméter között van. A teste és szárnyai vörösesen és zöldesen színezettek; testét szőrszerű képződmények borítják. Csápja vastag, rózsaszínes-fehéres és apró elágazásokra bomlik. Testének alsó fele rózsaszín, lábai fehérek.

## Életmódja
Az imágó loncok (Lonicera) és petúniák (Petunia) nektárjával táplálkozik. Éjszaka tevékeny, emiatt igen jó a látása. Egy-egy virág előtt, gyors szárnycsapásokkal egy helyben áll, pödörnyelvét csaknem akkorára tudja kinyújtani mint a testhossza.
Néhány denevérfaj zsákmányául eshet.

## Szaporodása
Elterjedési területének legnagyobb részén májustól júliusig repül, míg a hernyók júliustól szeptemberig láthatók. A Földközi-térségben és Kína egyes részein e szenderfajnak évente, akár két nemzedéke is lehet; ezeken a helyeken a repülést áprilisban kezdik. A hernyó körülbelül 75 milliméteres, zöld és barna színű. A teste végén egy hajlott tüske látható. A hernyó tápnövényei a füzike (Epilobium) és galaj (Galium) fajok; ezek hiányában a fuksziákkal (Fuchsia) is beéri.

## Képek

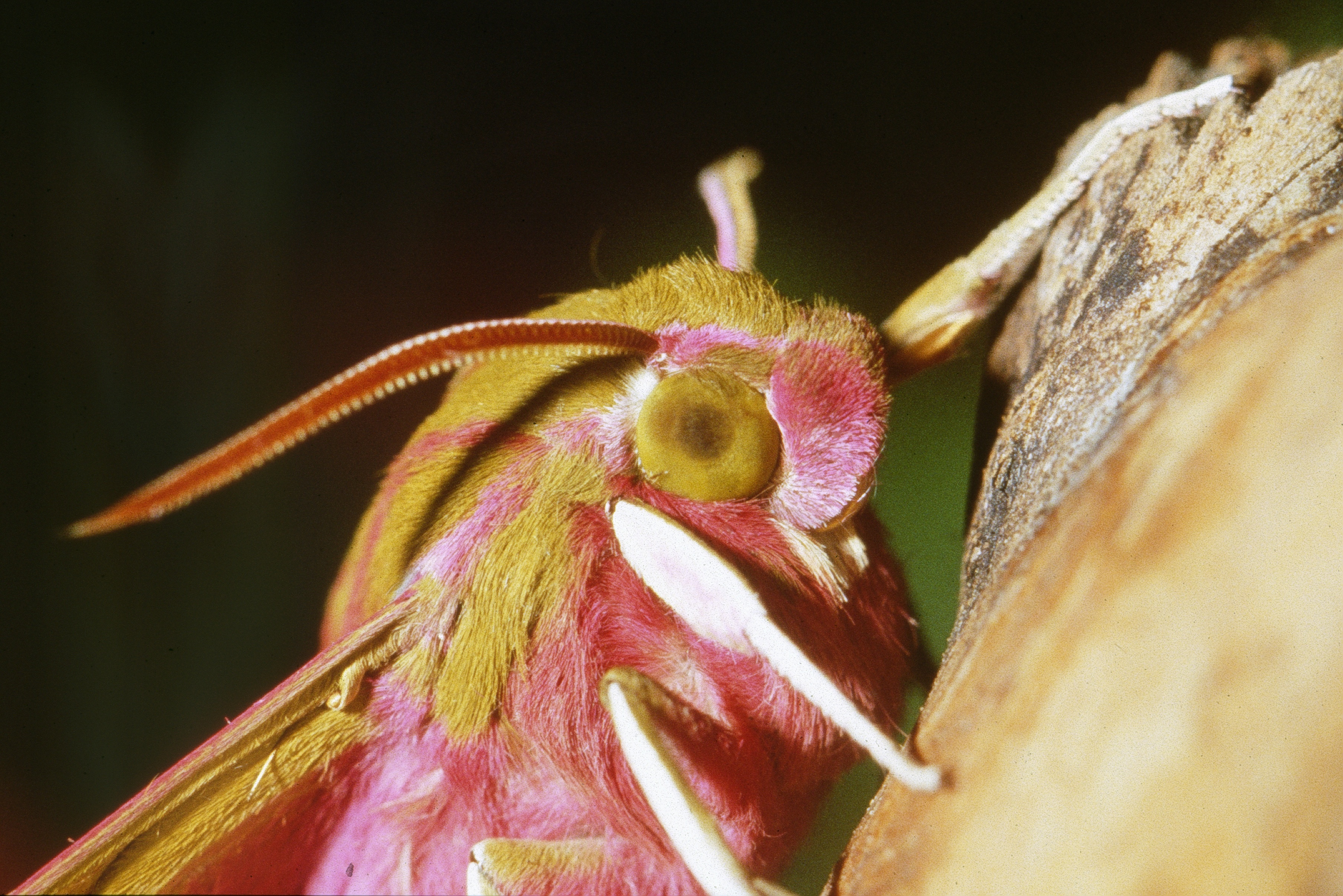
Az imágó
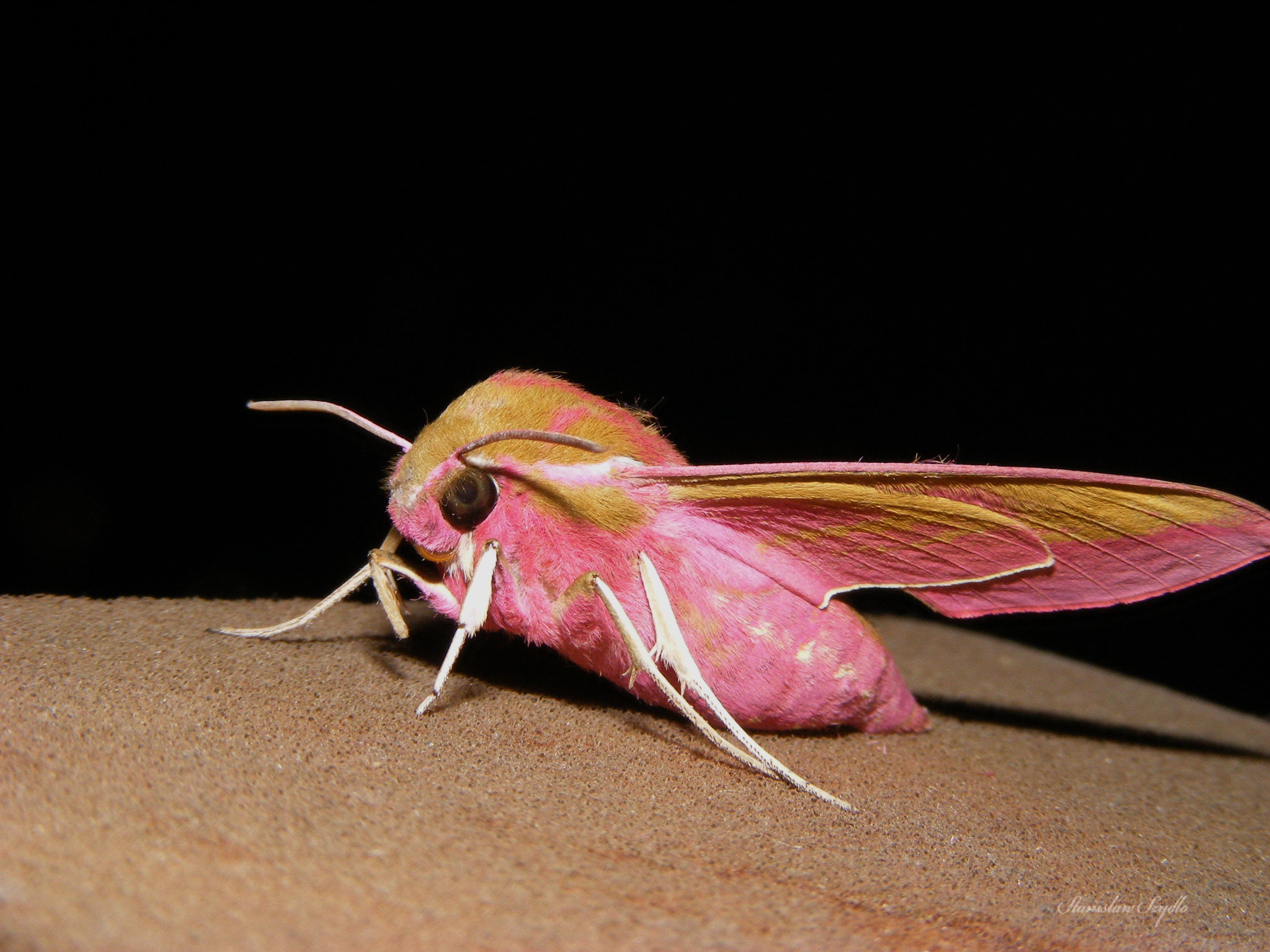
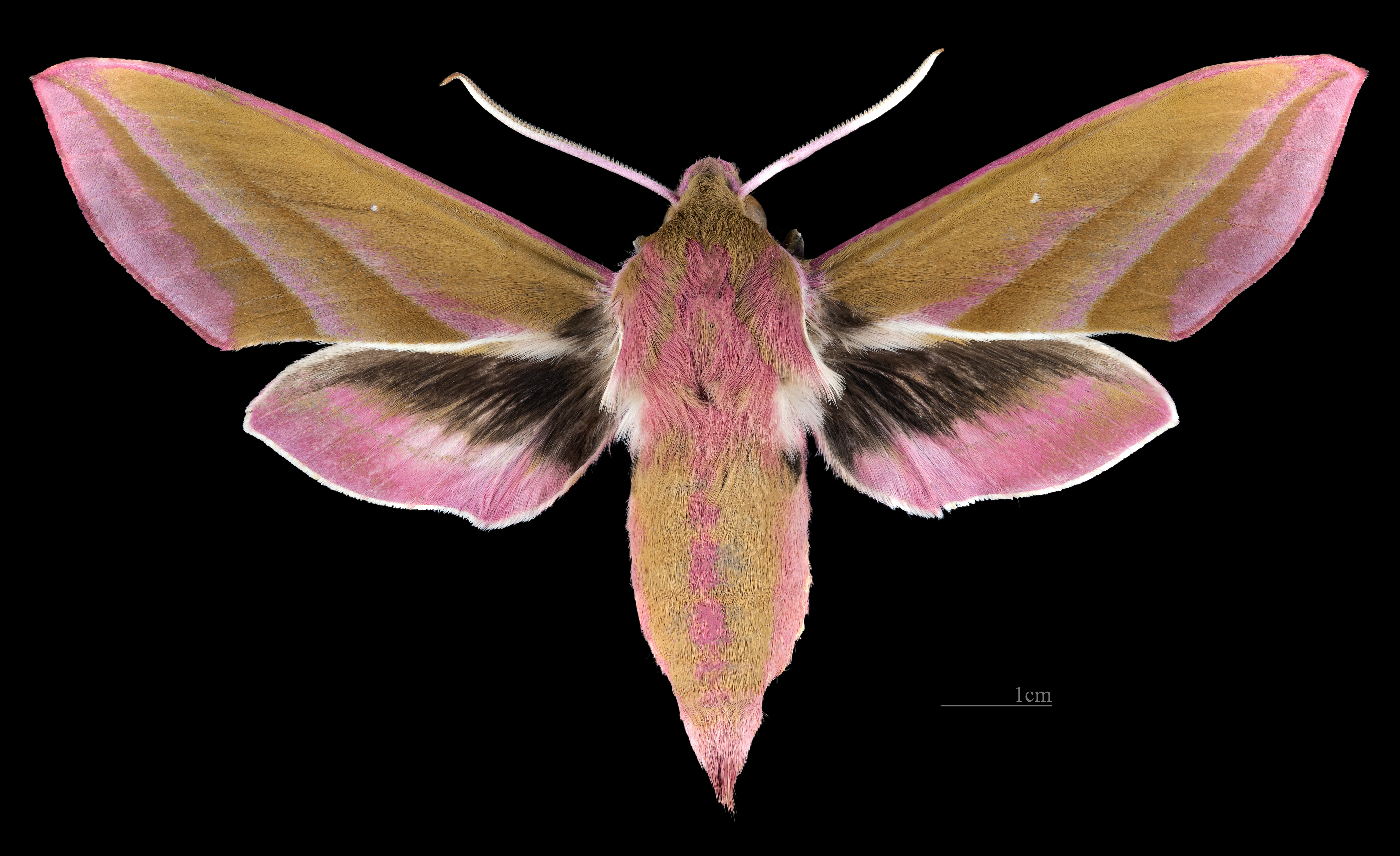
♂
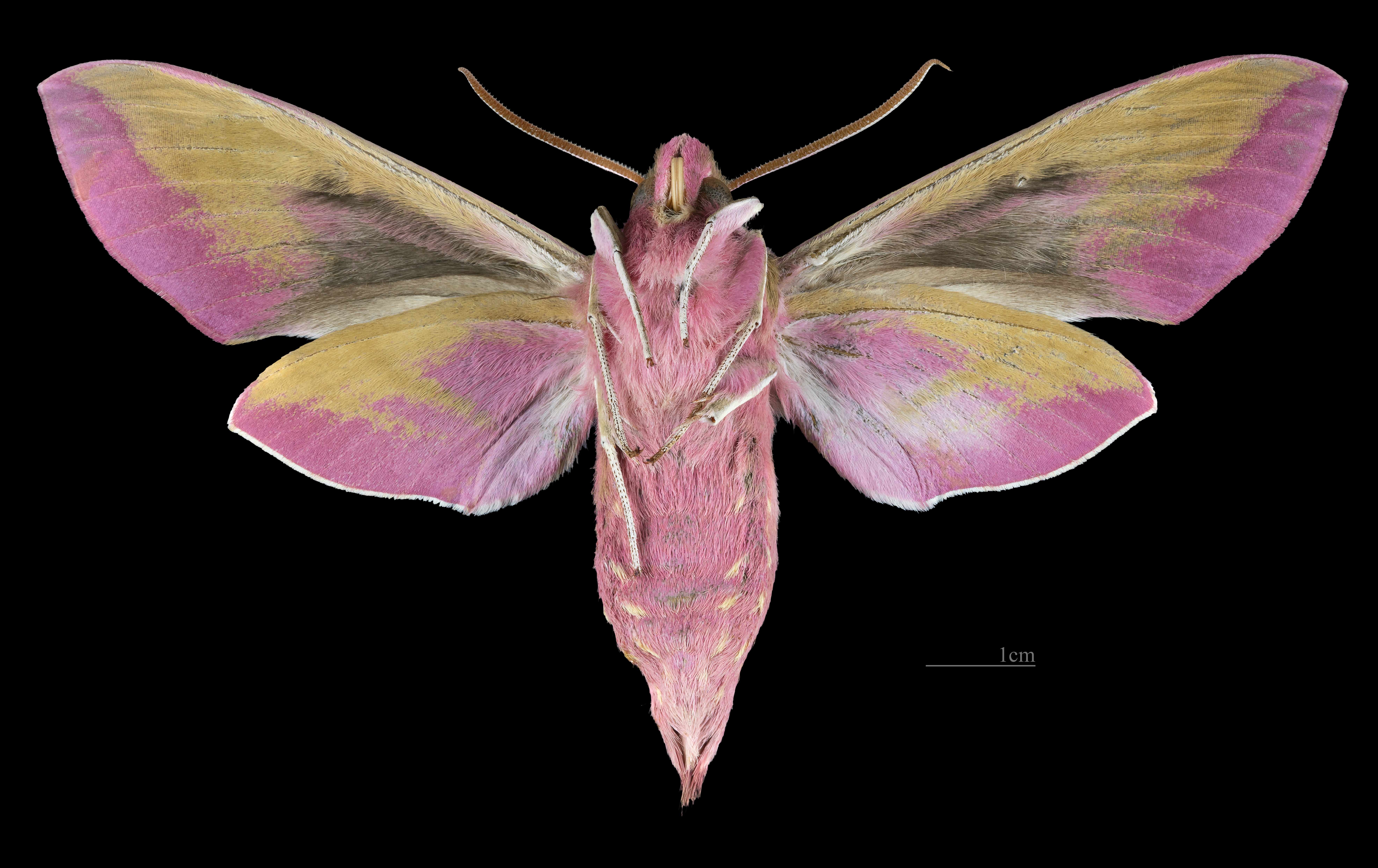
♂ △
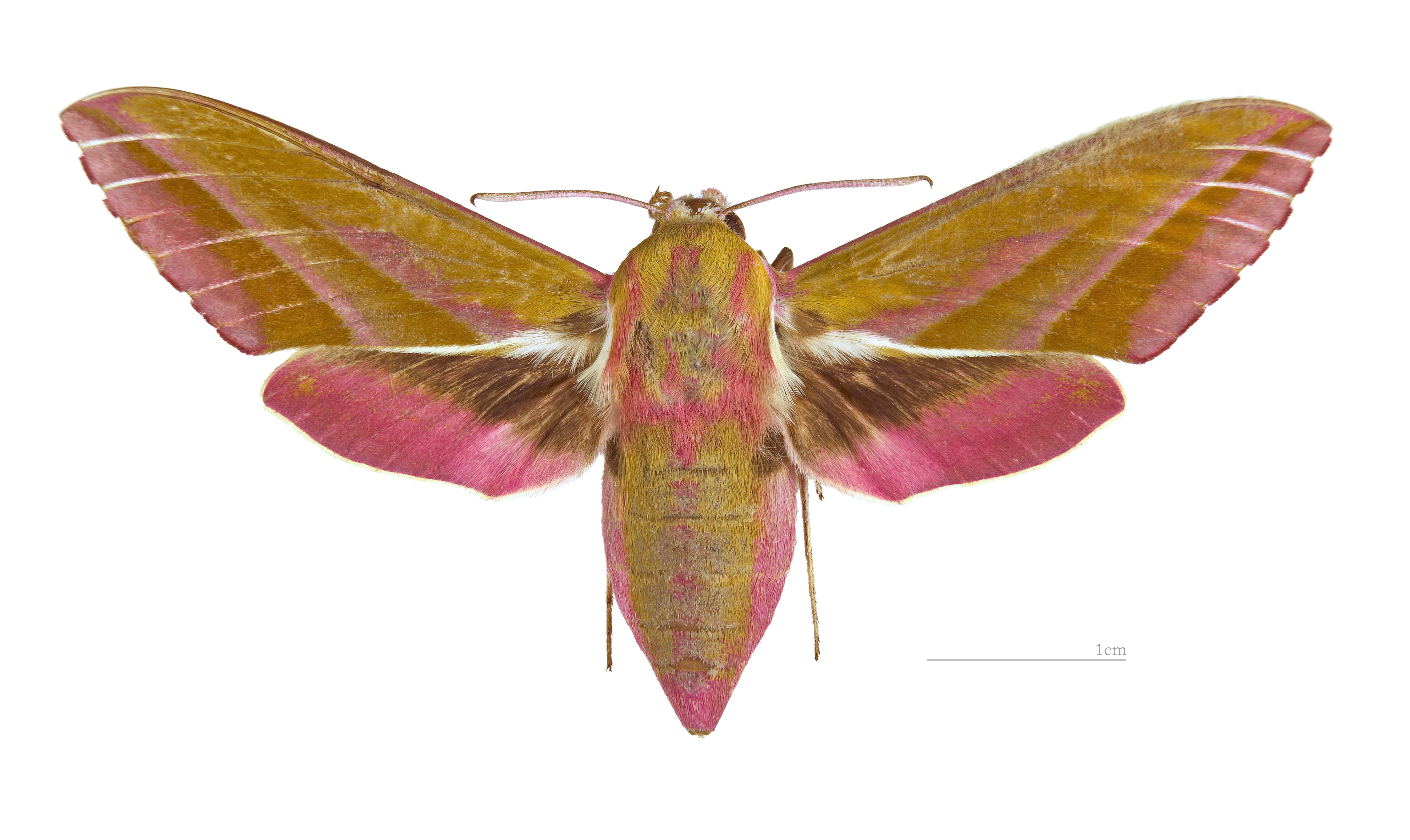
♀
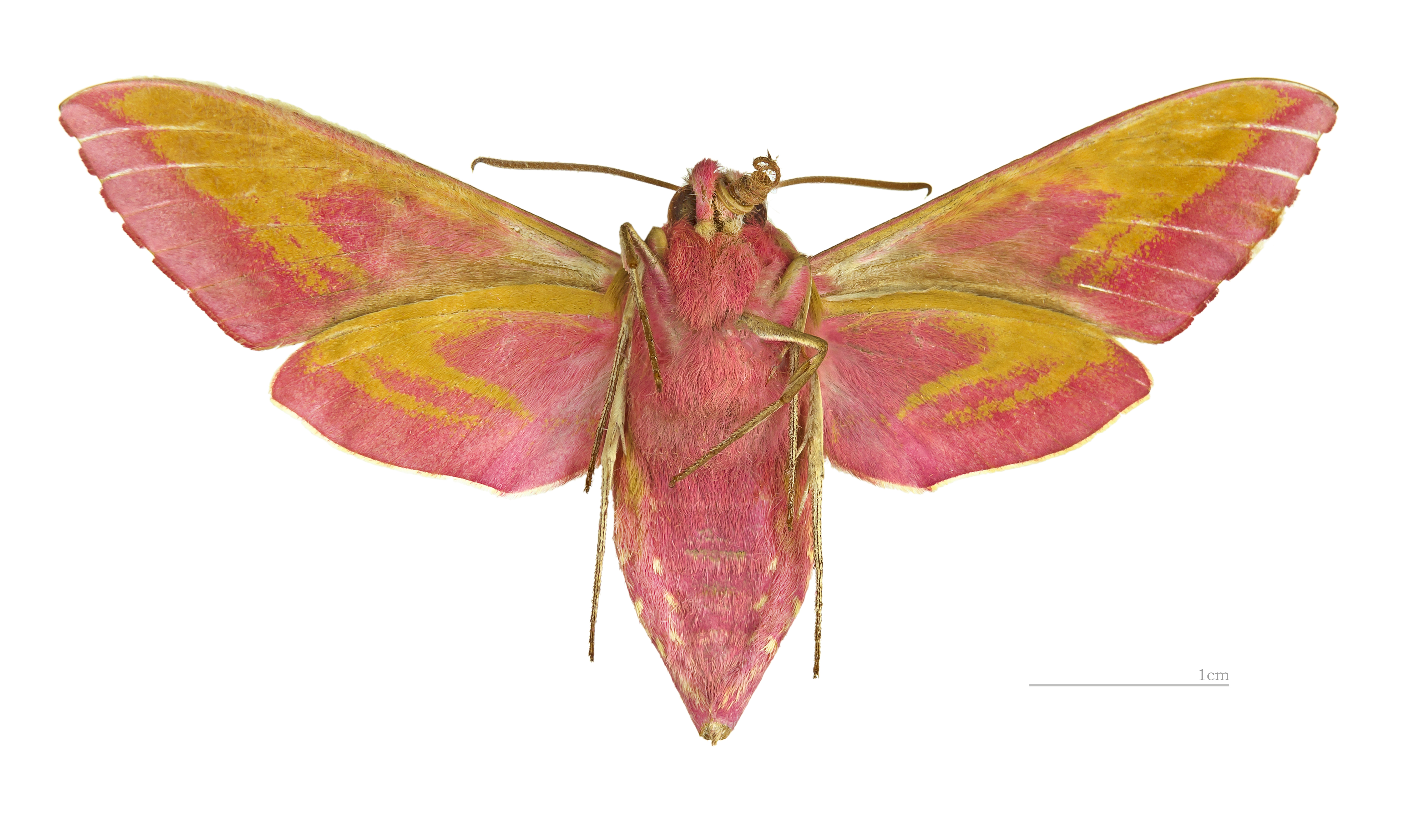
♀ △
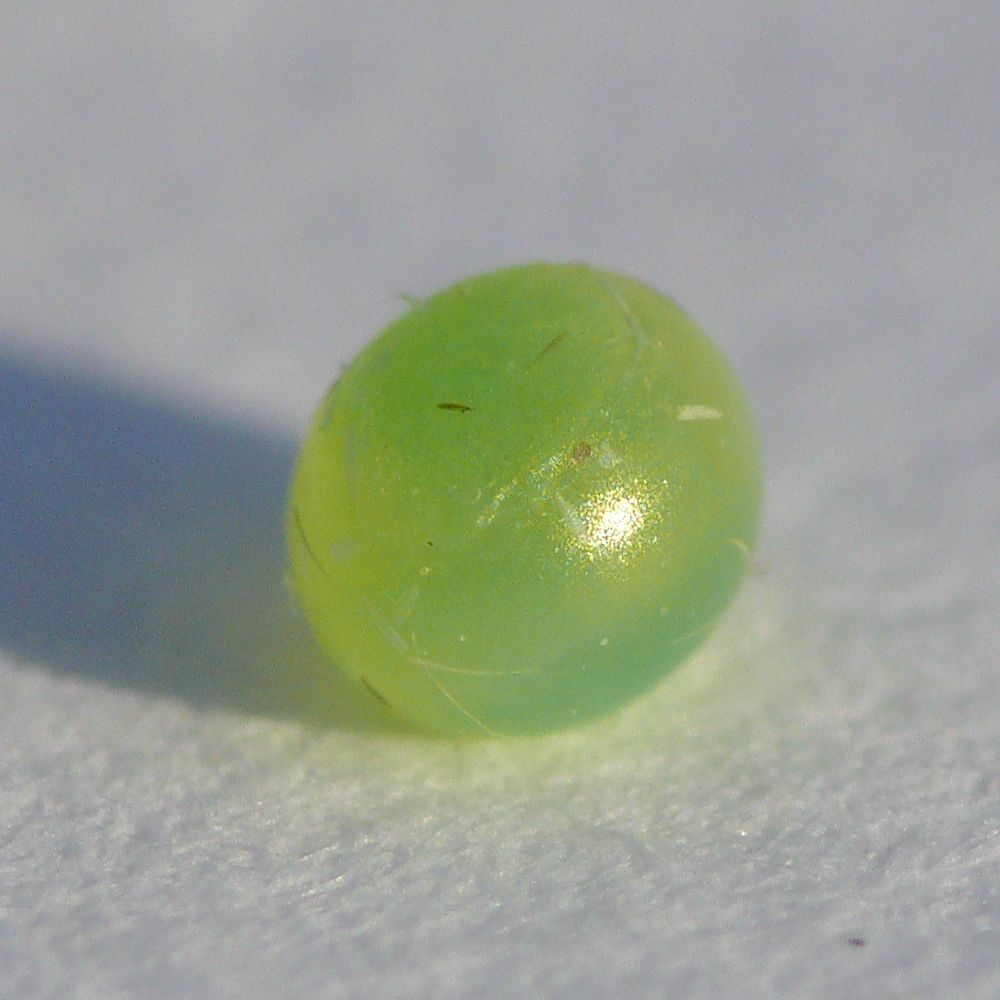
A pete,
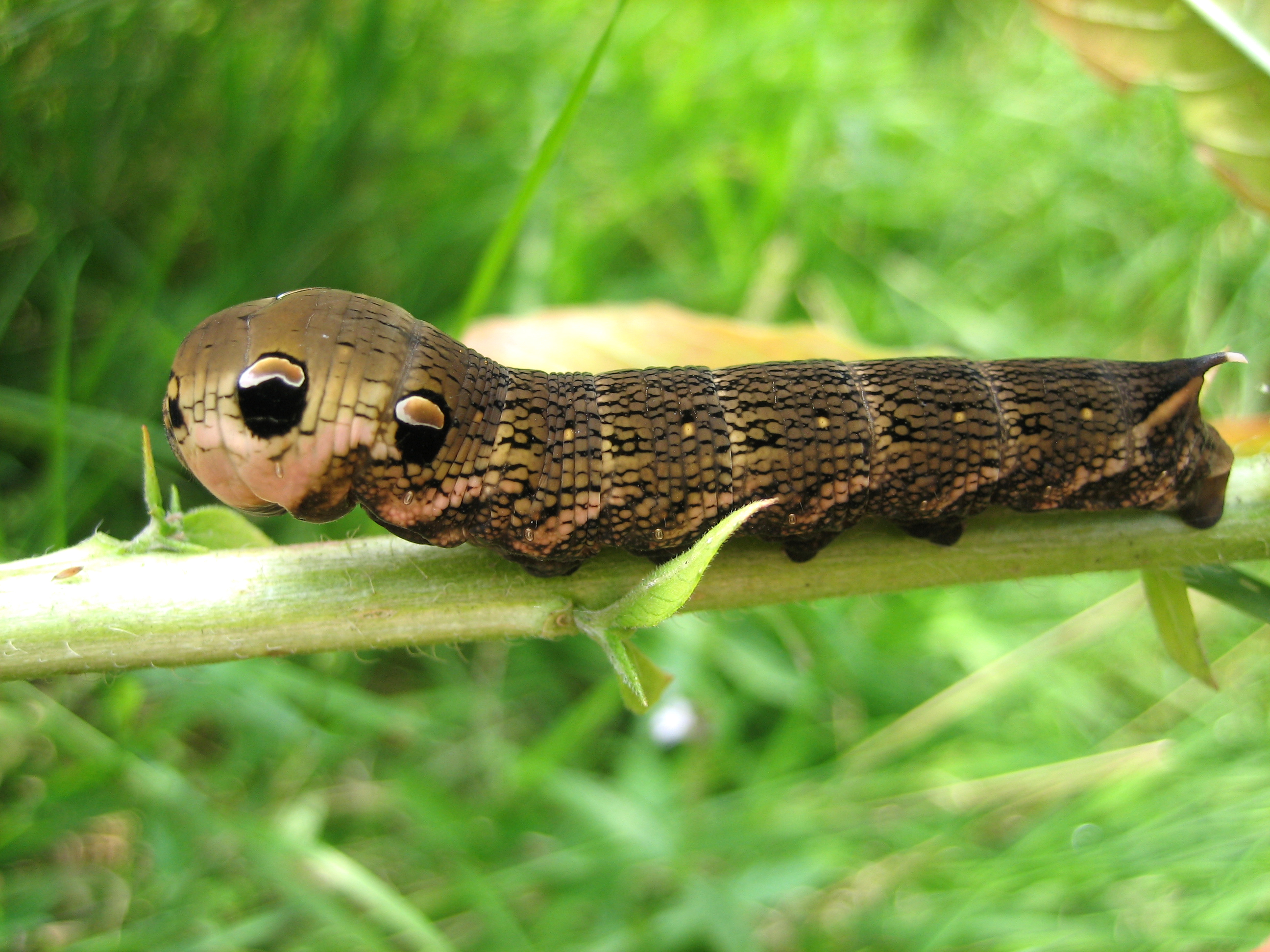
a hernyó
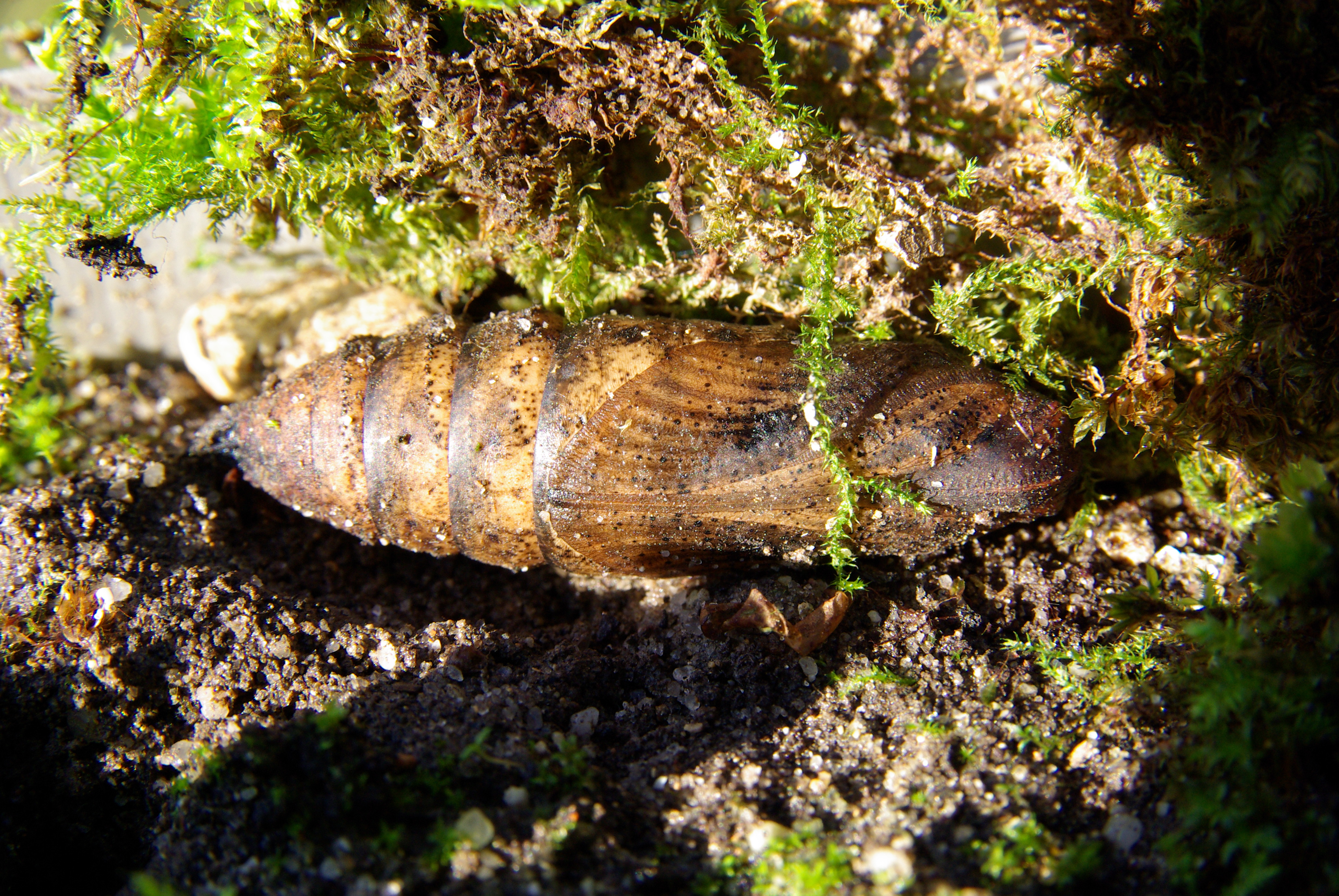
és a báb

## Fordítás
- Ez a szócikk részben vagy egészben  a   Deilephila elpenor című angol Wikipédia-szócikk ezen változatának fordításán alapul.  Az eredeti cikk szerkesztőit annak laptörténete sorolja fel. Ez a jelzés csupán a megfogalmazás eredetét és a szerzői jogokat jelzi, nem szolgál a cikkben szereplő információk forrásmegjelöléseként.